# Chaim Yaakov Rottenberg
Pour les articles homonymes, voir Rottenberg.
Chaim Yaakov Rottenberg (14 octobre 1909 à Wadowice en Pologne - 27 août 1990 à Paris 4e) est un grand-rabbin orthodoxe non-consistorial français, d'origine polonaise (galicienne). Il a été le troisième grand-rabbin de la synagogue de la rue Pavée, dans le Pletzl, au cœur du Marais, au 10 rue Pavée, dans le 4e arrondissement de Paris.

## Biographie

### Jeunesse
Chaim Yaakov Rottenberg est né en octobre 1909 (5670) à Wadowice, en Pologne. Il est le septième des neuf enfants du grand-rabbin Markus Rottenbergné le 10 avril 1872 à Cracovie, en Galicie,Pologne et de Sara Hendel Rottenberg née Friedman, née à Dentskrennis, en novembre 1876.
Le grand-rabbin Markus Rottenberg faisait partie à Cracovie des Moetzes Gedolei HaTorah,.
Le grand-rabbin Chaim Yaakov Rottenberg étudia, comme ses autres frères, dans les yeshivot de Telšiai (Yechiva de Telshe), Mir (Yechiva de Mir) et Brisk.
Sa famille immigre à Anvers, en Belgique, en 1911.
Son père, le grand-rabbin d'Anvers depuis 1918, le grand-rabbin Markus Rottenberg,  sera déporté à  Auschwitz depuis Vittel, en France,où il meurt. La sœur aînée du grand-rabbin Chaim Yaakov Rottenberg, sous son nom de mariée (Recha Sternbuch), à  partir de la Suisse, jouera un rôle important dans le sauvetage des Juifs, durant la Seconde Guerre mondiale. Elle qui a sauvé tant de vies n'a pas pu sauver celle de son célèbre père.
L'épouse du grand-rabbin Chaim Yaakov Rottenberg est Rivka Melchior née à Sosnowiec (Sosnovitz, Sosnowitz), en Pologne, en 1920. Ils ont 4 enfants: 2 fils, dont le cadet est le grand-rabbin Mordechai Rottenberg et deux filles, dont l'aînée Sara est mariée au rabbin Yitzhak Katz.

### Paris
Chaim Yaakov Rottenberg a été le troisième grand-rabbin de la synagogue de la rue Pavée, dans le Pletzl, au cœur du Marais, au 10 rue Pavée, dans le 4e arrondissement de Paris.
Venant d'Anvers, en Belgique, il succède au grand-rabbin Samuel Jacob Rubinstein, à  la tête de l'Agudas Hakehilos (אֲגֻדָּת־הַקְּהִלּוֹת, Union des communautés),. Une condition de la venue du grand-rabbin Chaim Yaakov Rottenberg à Paris fut qu'un fils lui succèderait. À son décès, son deuxième fils, Mordechai Rottenberg prendra sa succession et est l'actuel grand-rabbin de la communauté.
Le grand-rabbin Chaim Yaakov Rottenberg aura une influence importante dans divers domaines, en particulier dans celui de l'éducation, et dans celui de la cacherouth (indépendante du Consistoire),.
Il est décédé à Paris le mardi 28 août 1990 (7 Eloul 5750). Il est inhumé dans le cimetière de la Communauté juive d'Anvers, situé en Hollande.

## Coutume du grand-rabbin Chaim Yaakov Rottenberg
À la synagogue de la rue Pavée, il portait en public le shtreimel seulement dans l'obscurité à Seouda Chlichit, le troisième repas du Shabbat, entre Minha et Maariv.